# رحلات المثليين البحرية

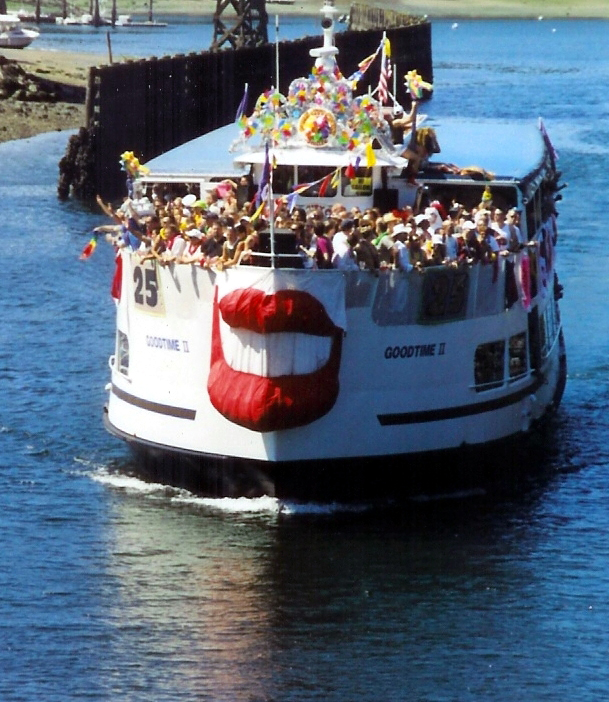
رحلة مدينة كوين

تعد رحلات المثليين البحرية (بالإنجليزية: LGBT cruises)‏ ظاهرة متصاعدة في ثقافة المثليين واتجاه متزايدا في خدمات سياحة المثليين.

## تاريخ
عندما بدأت سياحة المثليين في التوسع بشكل أكبر في مجتمع المثليين كظاهرة ثقافية جديدة، أصبحت رحلات المثليين البحرية واحدة من الظواهر المتنامية. قبل بدء الرحلات الخاصة بالمثليين، كان الشركاء والأزواج المثليون يذهبون في رحلات بحرية للأزواج والشركاء المغايرين في الغالب، ثم في وقت لاحق كان لديهم مجموعات للمثليين صغيرة على متن رحلات بحرية للمغايرين. الآن، وسعت ظاهرة رحلات المثليين البحرية نطاقها، مما أدى إلى إنشاء رحلات بحرية للمثليين فقط أو رحلات بحرية للمثليات فقط. ساهم هذا بنسبة كبيرة في السياحة المثلية، حيث أن الطلب على شركات سفر المثليين والمثليات وممرات السفر في زيادة مستمرة خلال السنوات العشر الماضية.
تم إنشاء بعض كبرى شركات لرحلات المثليين البحرية في التسعينات. حاليًا، هناك أكثر من 15 شركة أمريكية متخصصة بشكل خاص في رحلات المثليين البحرية وأكثر من 75 مسارًا. يم تفضيل رحلات المثليين البحرية من قبل المثليين والمثليات من جميع الأعمار، كما يتضح من تباين الفئات العمرية، من 20 عاما إلى 60 عاما، 70 عاما، وحتى 80 عاما. قال ريتش كامبل، الرئيس والمدير التنفيذي لشركة أتلانتس إيفنتس، أن متوسط العمر من 2000 مسافر في إحدى الرحلات كان حوالي 40.

## الخدمات والمرافق
تخدم شركات رحلات المثليين البحرية الركاب المثليين في رحلات من الدرجة الأولى. رحلات المثليين البحرية هي رحلات دولية، حيث يمكن للركاب زيارة 4 أو 5 وجهات في الخارج خلال أسبوع واحد تقريبًا. توفر الرحلات البحرية أيضًا مساعدة شخصية على متن السفينة أثناء زيارة مدن الموانئ، وتتلقى أيضًا إرشادات حول تحويل الأموال وأي شيء آخر مطلوب للسفر في الخارج.
بعض الترفيه/الأماكن/الأحداث الإضافية على رحلات المثليين البحرية
- العروض الكوميدي المثلية
- العروض كاباري
- الضيوف المتحدثون الخاصون
- حفلات زي
- حفلات توغا
- ألعاب المواعدات/المتزوجين حديثا
- رقصات الديسكو ورقصات الريف[4]

## الأشخاص في رحلات المثليين البحرية وسلوكياتهم

### الزبائن
يجب ألا يقل عمر الركاب المسموح لهم برحلات المثليين البحرية عن 18 عامًا. إذا كان الضيوف أقل من 18 إلى 21 عامًا، فيجب عليهم السفر مع أحد الركاب الذين يفوق عمرهم 25 عامًا في نفس المقصورة.
سواء أكانوا بشكل فردي أو على شكل زوجين، يتم الترحيب بجميع المثليين والمثليين للاستمتاع برحلتهم في الرحلات البحرية. هناك قيود قليلة على العملاء بناءً على أنواع الرحلات البحرية التي يرغبون في الانضمام إليها. بالنسبة إلى جميع رحلات المثليين البحرية، تكون تلك مخصصة فقط للمثليين، مع نسبة صغيرة فقط من النساء و/أو المثليات. ولكن، إذا كانت الرحلات البحرية موجهة نحو المثليات، يمكن للمثليات فقط ركوبها. بالنسبة للرحلات البحرية الصديقة للمثليين، قد يكون الركاب من المثليين والمغايرين. تسمح رحلات عائلات المثليين والمثليات البحرية للآباء والأمهات المثليين بالإبحار مع أطفالهم.

#### سلوك العملاء (أسباب اختيار رحلات المثليين البحرية)
هناك أسباب قليلة يختار فيها المسافرون من مجتمع المثليين رحلات المثليين البحرية. أولاً، لديهم فرص لقضاء عطلتهم في بيئة صديقة للمثليين، حيث أنهم يعتبرون أن الجو عامل أكثر أهمية من الوجهات. ثانيًا، يمكن أن يتصرف المثليون بطبيعتهم في رحلات المثليين البحرية مع توفير الأمان المناسب والجو والصداقة الحميمة، لأنهم يجدون أنه يختلف عن حياتهم اليومية للشعور بالتوتر والقيود بسبب البيئة المغايرة جنسيا. ثالثًا، يمكن للمسافرين من مجتمع المثليين تكوين أصدقاء من مجتمع المثليين آخرين أثناء الإجازة. رابعًا، الموظفون ودودون ومهذبون ومحترمون ومرحبون بالمسافرين من مجتمع المثليين.
يميل الأزواج المثليون الذين لديهم أطفال إلى الانضمام إلى رحلات المثليين البحرية لأن وجودهم في بيئة صديقة للمثليين يعد عاملاً هامًا بالنسبة لهم. نظرًا لأن لديهم أطفالهم لرعايتهم، فإن الآباء مثلي الجنس يدركون كيف يعامل الآخرون أسرهم لأن ذلك يمكن أن يكون فعالا على أطفالهم. علاوة على ذلك، فإن أولياء الأمور من المثليين سوف يفكرون فعليًا في وجهات الرحلات البحرية، حيث يمكن أن تكون الرحلة صديقة للعائلة وودودة للمثليين.
يقال إن رحلات المثليين البحرية ستصبح اتجاهًا أكبر في المستقبل القريب حيث يتم تشريع زواج المثليين في العديد من البلدان، مثل هولندا وكندا والولايات المتحدة وغيرها.

### الموظفون
موظفو رحلات المثليين البحرية هم المسؤولون عن تنظيم الأحداث التي تعقد على الرحلات البحرية. يتم تدريبهم لخدمة الركاب المثليين بطريقة مهذبة ومحترمة، تمامًا مثل خدمة الركاب المغايرين.

## الطرق/الوجهات
هناك طرق متعددة للمسافرين من مجتمع المثليين للاختيار من بينها، حيث تقوم المزيد من شركات ووكالات سفر المثليين بتنظيم رحلات المثليين البحرية لبناء سياحة المثليين. ستكون بعض مسارات الرحلة مثل رحلات المغايرين البحرية، حيث تكون وجهاتها هي نفسها مثل الرحلات العادية، التي يختارها معظم السياح عندما يتعلق الأمر بعطلة بحرية، مثل جزر الكاريبي. ومع ذلك، فإن الوجهات الصديقة للمثليين هي أكثر ترحيباً من قبل المسافرين المثليين، الذين يطلق عليهم «النقاط الساخنة» للمثليين، مثل ميكونوس أو إيبيزا في البحر الأبيض المتوسط. هذه المناطق هي وجهات مشتركة للمسافرين المثليين، وخاصة خلال فصل الصيف. هناك أيضًا عواصم ثقافية مثل برشلونة والبندقية وروما التي تحظى بشعبية أيضًا، حيث تمتلئ هذه المدن بالحياة الليلية الرائعة وتناول الطعام. على الرغم من أن جزر الكاريبي هي وجهة نموذجية لمعظم الرحلات البحرية، إلا أن الوجهات الصديقة للمثليين مثل جزر الأنتيل الهولندية (أروبا وسينت مارتن وكوراساو) يفضلها المسافرون المثليون على وجه التحديد.

## إستراتيجية السعر والإشهار
مقارنة مع الرحلات البحرية السائدة، فإن سعر رحلات المثليين البحرية يعد أكثر تكلفة. قد يكون ذلك بسبب الحفلات الإضافية والترفيه على متن السفن للخدمات والترفيه على الرحلات البحرية. إستراتيجية الترويج الرئيسية المستخدمة من قبل مقدمي الرحلات البحرية هي الإنترنت. يتم استخدام صفحة الويب الرئيسية لإعطاء مقدمة عامة، وتوفير جداول الرحلات وإبداء تحفظات. تُكرس بعض الشبكات عبر الإنترنت لربط المسافرن المثليين بالأعمال التجارية المتاحة. سهولة الوصول إلى المعلومات والراحة تعود بالنفع على العملاء.

## الجدل حول رحلات المثليين البحرية
قد ترتبط رحلات المثليين البحرية وتثير بعض السلوكيات السلبية الناجمة عن الركاب في حالة سكر. هناك أيضًا مشكلات عند قيام المثليين برحلات بحرية في البلدان التي لا تقبل المثلية الجنسية. على سبيل المثال، مثل رفض عدة حكومات دول كاريبية هبوط رحلات المثليين البحرية على جزرهم في أواخر التسعينيات، وما زالت ذلك موجودا حتى يومنا هذا. بالإضافة إلى ذلك، قد يكون بعض سكان الموانئ غير سعداء عندما يُظهر المسافرون المثليون عاطفة جسدية في الأماكن العامة. كما حدث في روسو، دومينيكا، في عام 2012، حيث تم اعتقال رجلين مثليين في رحلة بحرية، بينما كانا في الميناء.